# Fatubutik
Fatubutik ist eine osttimoresische Siedlung im Suco Tulataqueo (Verwaltungsamt Remexio, Gemeinde Aileu).

## Geographie und Einrichtungen
Das Dorf Fatubutik liegt an der Ostgrenze der Aldeia Dacilelo in einer Meereshöhe von 959 m. Jenseits der Grenze liegt die Gemeinde Manatuto mit den Sucos Hohorai (Verwaltungsamt Laclo) und Iliheu (Verwaltungsamt Manatuto). Die Grundschule (Escola Básica EB) Fatubutik steht direkt an der Grenze, am Rand des Dorfes. Durch den Ort führt die Überlandstraße, die die Orte Laclo und Remexio verbindet. Der nächste Ort im Osten ist das Dorf Sabomata.